# Sociéte Pierre Levasseur Aéronautique
La Sociéte Pierre Levasseur Aéronautique fu un'azienda aeronautica francese attiva durante il periodo tra le due guerre mondiali nello sviluppo e produzione di velivoli destinati al mercato dell'aviazione civile commerciale e di quello militare.

## Produzione
(lista parziale)
| Modello               | Anno | Ruolo                 | Esemplari | Note                        |
| Levasseur PL.1 TO3    | 1921 | aereo da turismo      | 1         |                             |
| Levasseur PL.2 AT 1   | 1921 | aerosilurante         | 1         |                             |
| Levasseur PL.2 AT 2   | 1922 | aerosilurante         | 1         |                             |
| Levasseur PL.2        | 1923 | aerosilurante         | 9         |                             |
| Levasseur PL.3 AM3    | 1924 | aereo da ricognizione | 1         | Fusoliera tipo avion marin  |
| Levasseur PL.4 A3 R3b | 1926 | aereo da ricognizione | 1         | Fusoliera tipo Avion marine |
| Levasseur PL.4        | 1926 | aereo da ricognizione | 40        | Fusoliera del Avion marine  |